# Vienna (Missouri)
Vienna è un comune degli Stati Uniti d'America, situato nello Stato del Missouri, nella contea di Maries, della quale è il capoluogo.